# Daniel Graovac
Daniel Graovac (Novi Grad, 8 agosto 1993) è un calciatore bosniaco, difensore del FCSB.

## Carriera

### Nazionale
Ha giocato nelle nazionali giovanili bosniache Under-17, Under-19 ed Under-21.
Tra il 2016 ed il 2018 ha giocato 3 partite amichevoli con la nazionale maggiore bosniaca.

## Statistiche

### Presenze e reti nei club
Statistiche aggiornate al 2 luglio 2025.
| Stagione               | Squadra                | Campionato             | Campionato | Campionato | Coppe nazionali | Coppe nazionali | Coppe nazionali | Coppe continentali | Coppe continentali | Coppe continentali | Altre coppe | Altre coppe | Altre coppe | Totale | Totale |
| Stagione               | Squadra                | Comp                   | Pres       | Reti       | Comp            | Pres            | Reti            | Comp               | Pres               | Reti               | Comp        | Pres        | Reti        | Pres   | Reti   |
| ---------------------- | ---------------------- | ---------------------- | ---------- | ---------- | --------------- | --------------- | --------------- | ------------------ | ------------------ | ------------------ | ----------- | ----------- | ----------- | ------ | ------ |
| 2012-2013              | Zrinjski Mostar        | PL                     | 14         | 0          | CB              | 1               | 0               |                    | -                  | -                  |             | -           | -           | 15     | 0      |
| 2013-2014              | Zrinjski Mostar        | PL                     | 11         | 0          | CB              | 5               | 1               | UEL                | 1                  | 0                  |             | -           | -           | 17     | 1      |
| 2014-2015              | Zrinjski Mostar        | PL                     | 28         | 0          | CB              | 4               | 0               | UCL                | 2                  | 0                  |             | -           | -           | 34     | 0      |
| 2015-2016              | Zrinjski Mostar        | PL                     | 24         | 1          | CB              | 1               | 0               | UEL                | 2                  | 0                  |             | -           | -           | 27     | 1      |
| lug.-ago. 2016         | Zrinjski Mostar        | PL                     | 5          | 0          | CB              | -               | -               |                    | -                  | -                  |             | -           | -           | 5      | 0      |
| ago. 2016-feb. 2017    | R.E. Mouscron          | D1                     | 2          | 0          |                 | -               | -               |                    | -                  | -                  |             | -           | -           | 2      | 0      |
| feb.-giu. 2017         | Zrinjski Mostar        | PL                     | 6          | 0          | CB              | -               | -               |                    | -                  | -                  |             | -           | -           | 6      | 0      |
| Totale Zrinjski Mostar | Totale Zrinjski Mostar | Totale Zrinjski Mostar | 88         | 1          |                 | 11              | 1               |                    | 5                  | 0                  |             |             |             | 104    | 2      |
| 2017-2018              | Željezničar            | PL                     | 28         | 2          | CB              | 8               | 1               | UEL                | 4                  | 0                  |             | -           | -           | 40     | 3      |
| 2018-2019              | Vojvodina              | SL                     | 31         | 0          | KS              | 1               | 0               |                    | -                  | -                  |             | -           | -           | 32     | 0      |
| 2019-2020              | Astra Giurgiu          | L1                     | 32         | 0          | CR              | 2               | 0               |                    | -                  | -                  |             | -           | -           | 34     | 0      |
| 2020-2021              | Astra Giurgiu          | L1                     | 38         | 1          | CR              | 4               | 0               |                    | -                  | -                  |             | -           | -           | 42     | 1      |
| Totale Astra Giurgiu   | Totale Astra Giurgiu   | Totale Astra Giurgiu   | 70         | 1          |                 | 6               | 0               |                    |                    |                    |             |             |             | 76     | 1      |
| 2021-2022              | CFR Cluj               | L1                     | 29         | 1          | CR              | 1               | 0               | UCL+UEL+UECL       | 2+1+3              | 0                  | SR          | 1           | 0           | 37     | 1      |
| lug.-ago 2022          | CFR Cluj               | L1                     | 2          | 0          | CR              | -               | -               | UCL+UECL           | 1+1                | 0                  | SR          | 1           | 0           | 5      | 0      |
| ago. 2022-2023         | Kasımpaşa              | SL                     | 14         | 0          | TK              | 2               | 0               |                    | -                  | -                  |             | -           | -           | 16     | 0      |
| 2023-2024              | Manisa                 | 1.L                    | 27         | 0          | TK              | 1               | 0               |                    | -                  | -                  |             | -           | -           | 28     | 0      |
| 2024-2025              | CFR Cluj               | L1                     | 17         | 0          | CR              | 6               | 1               |                    | -                  | -                  |             | -           | -           | 23     | 1      |
| Totale CFR Cluj        | Totale CFR Cluj        | Totale CFR Cluj        | 48         | 1          |                 | 7               | 1               |                    | 8                  | 0                  |             | 2           | 0           | 65     | 2      |
| 2025-2026              | FCSB                   | L1                     | -          | -          | CR              | -               | -               |                    | -                  | -                  |             | -           | -           | -      | -      |
| Totale carriera        | Totale carriera        | Totale carriera        | 308        | 5          |                 | 36              | 3               |                    | 17                 | 0                  |             | 2           | 0           | 363    | 8      |

### Cronologia presenze e reti in nazionale
| Cronologia completa delle presenze e delle reti in nazionale ― Bosnia ed Erzegovina | Cronologia completa delle presenze e delle reti in nazionale ― Bosnia ed Erzegovina | Cronologia completa delle presenze e delle reti in nazionale ― Bosnia ed Erzegovina | Cronologia completa delle presenze e delle reti in nazionale ― Bosnia ed Erzegovina | Cronologia completa delle presenze e delle reti in nazionale ― Bosnia ed Erzegovina | Cronologia completa delle presenze e delle reti in nazionale ― Bosnia ed Erzegovina | Cronologia completa delle presenze e delle reti in nazionale ― Bosnia ed Erzegovina | Cronologia completa delle presenze e delle reti in nazionale ― Bosnia ed Erzegovina |
| Data                                                                                | Città                                                                               | In casa                                                                             | Risultato                                                                           | Ospiti                                                                              | Competizione                                                                        | Reti                                                                                | Note                                                                                |
| ----------------------------------------------------------------------------------- | ----------------------------------------------------------------------------------- | ----------------------------------------------------------------------------------- | ----------------------------------------------------------------------------------- | ----------------------------------------------------------------------------------- | ----------------------------------------------------------------------------------- | ----------------------------------------------------------------------------------- | ----------------------------------------------------------------------------------- |
| 29-3-2016                                                                           | Zurigo                                                                              | Svizzera                                                                            | 0 – 2                                                                               | Bosnia ed Erzegovina                                                                | Amichevole                                                                          | -                                                                                   | 85’                                                                                 |
| 28-1-2018                                                                           | Carson                                                                              | Stati Uniti                                                                         | 0 – 0                                                                               | Bosnia ed Erzegovina                                                                | Amichevole                                                                          | -                                                                                   |                                                                                     |
| 31-1-2018                                                                           | San Antonio                                                                         | Messico                                                                             | 1 – 0                                                                               | Bosnia ed Erzegovina                                                                | Amichevole                                                                          | -                                                                                   |                                                                                     |
| Totale                                                                              |                                                                                     | Presenze                                                                            | 3                                                                                   |                                                                                     | Reti                                                                                | 0                                                                                   |                                                                                     |

## Palmarès

### Club

#### Competizioni nazionali
- Campionato bosniaco: 3

Zrinjski Mostar: 2013-2014, 2015-2016, 2016-2017
- Coppa di Bosnia: 1

Željezničar: 2017-2018
- Campionato rumeno: 1

CFR Cluj: 2021-2022
- Coppa di Romania: 1

CFR Cluj: 2024-2025
- Supercoppa di Romania: 1

FCSB: 2025